# Двубоят Леонард-Къшинг
„Двубоят Леонард-Къшинг“ (на английски: Leonard-Cushing Fight) е американски късометражен документален ням филм от 1894 година на режисьора Уилям Кенеди Диксън с участието на боксьорите Джак Къшинг и Майк Леонард, заснет в студиото Блек Мария при лабораториите на Томас Едисън в Ню Джърси. Той е първият в историята боксов мач, заснет на кинолента. Той е бил специално организиран за тази цел. Състоял се е от шест рунда по една минута, но до наши дни от филма са достигнали само 37 секунди.

## Сюжет
Петима зрители седят на заден план и гледат през въжетата вътре в ринга. Реферът стои вляво и подобно на зрителите, наблюдава схватката между двамата боксьори. Майк Леонард, обут в бели гащета е по-агресивният от двамата, докато Джак Къшинг стои в края на ринга и размахвайки ръце във въздуха, се опитва да се предпази от ударите на Леонард, който се приближава към него. Бойците си разменят по няколко удара, но запазват позициите си.

## В ролите
- Джак Къшинг
- Майк Леонард[3]